# Ortobirrotonda pentagonal
En geometría, la ortobirrotonda pentagonal es uno de los sólidos de Johnson (J34). Como sugiere su nombre, puede construirse uniendo dos rotondas pentagonales (J6) por sus caras decagonales, de forma que encajen caras similares. Al rotar una de las rotondas 36 grados respecto de la otra, de forma que pentágonos de una rotonda toquen triángulos de la otra y viceversa, se obtiene un icosidodecaedro, uno de los sólidos arquimedianos.
Los 92 sólidos de Johnson fueron nombrados y descritos por Norman Johnson en 1966.

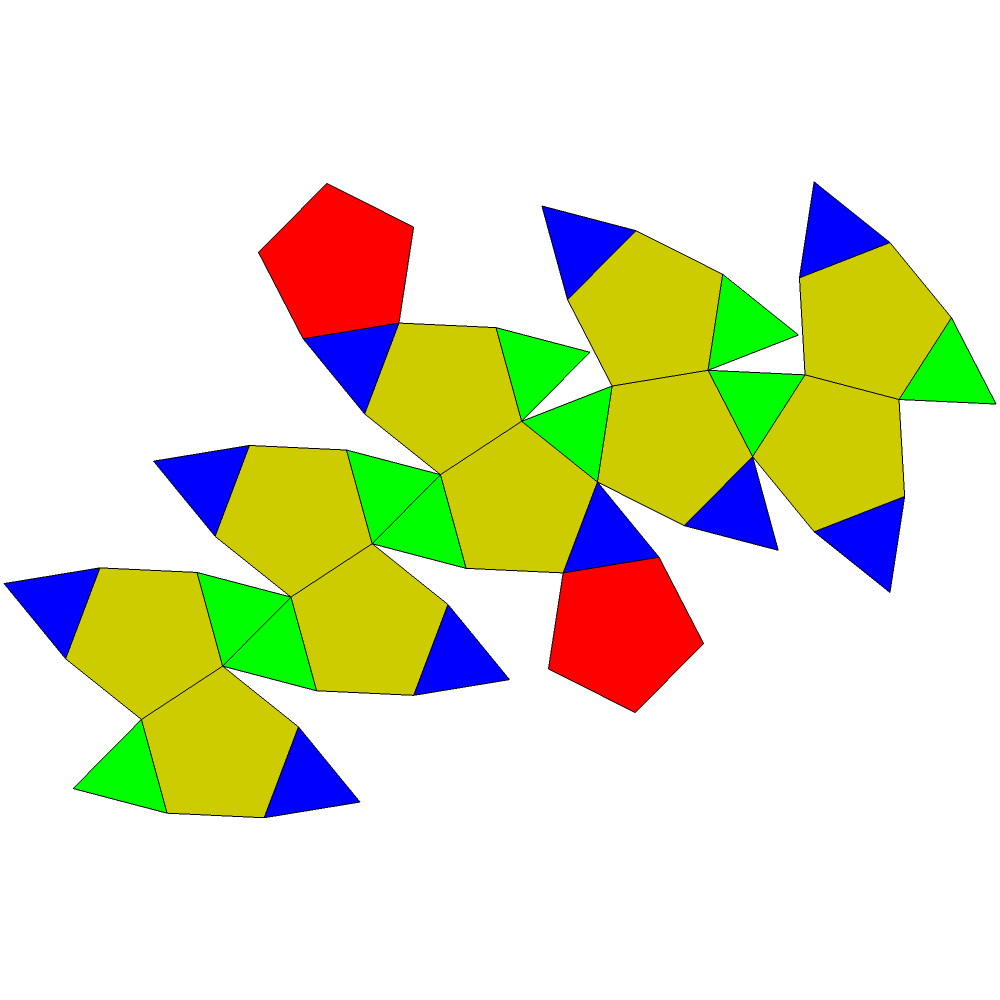
Desarrollo.